# Nandi (mythologie)
Pour les articles homonymes, voir Nandi.
Dans l'hindouisme, Nandi ou Nandin (« joyeux »), parfois appelé Nandikeshvara (le « seigneur de la joie »), est le fils de Surabhî et de Kashyapa, le gardien des quadrupèdes. C'est le vâhana de Śiva, le taureau blanc qui lui sert de monture, donné au dieu par Daksha.
On le trouve d'ailleurs très généralement représenté couché devant l'entrée des temples dédiés au dieu où les dévots le vénèrent. On lui parle dans l'oreille et étant situé en face de Shiva, il va lui transmettre notre demande. Dans le temple Thanumalayan, également appelé temple Sthanumalayan situé à Suchindram dans le district de Kanyakumari se trouve une statue de Nandi, faite de mortier et de chaux, de 4 m de haut et 6,4 m de long ; c'est l'une des plus grandes statues de Nandi en Inde.
Nandi est parfois représenté aussi avec un corps d'homme et une tête de taureau. Shiva est Nandishvara, le « seigneur de Nandi ». 
Dans la mythologie des purāṇa, la danse cosmique du dieu Śiva est accompagnée  au tambour par Nandi, son disciple. Ce percussionniste est alors représenté sous forme de taureau blanc, apparence qu’il aurait choisie pour suivre et honorer le dieu Śiva. Ainsi dans les récits et dans la configuration spatiale de plusieurs temples du Sud de l’Inde, le taureau est-il lié au culte de Śiva : son importance est visuelle car sa forme imposante se trouve devant celle du dieu pour l’honorer et le protéger. Elle est également audible car il marque le rythme de la danse qui crée et détruit l’univers tour à tour. Elle est symbolique enfin, puisque les frappes du percussionniste et les cornes du taureau forment un support à l’équilibre de la méditation qui envisage le divin. Ce taureau Nandi n’est pas un simple animal : il partage des qualités humaines et les met à profit par sa splendeur, sa force, incarnant une forme de surpassement : Nandi, le taureau de Śiva est ainsi représenté par sa proximité avec le divin.
D'après les Puranas shivaïtes, Nandin représente le Dharma omniprésent (« Bonne Loi » qui soutient le cosmos).
On l'appelle aussi Shâlankâyana et Tândava-Tâlika. Sa forme Vrishabha est le taureau du zodiaque indien.

## Galerie de photos

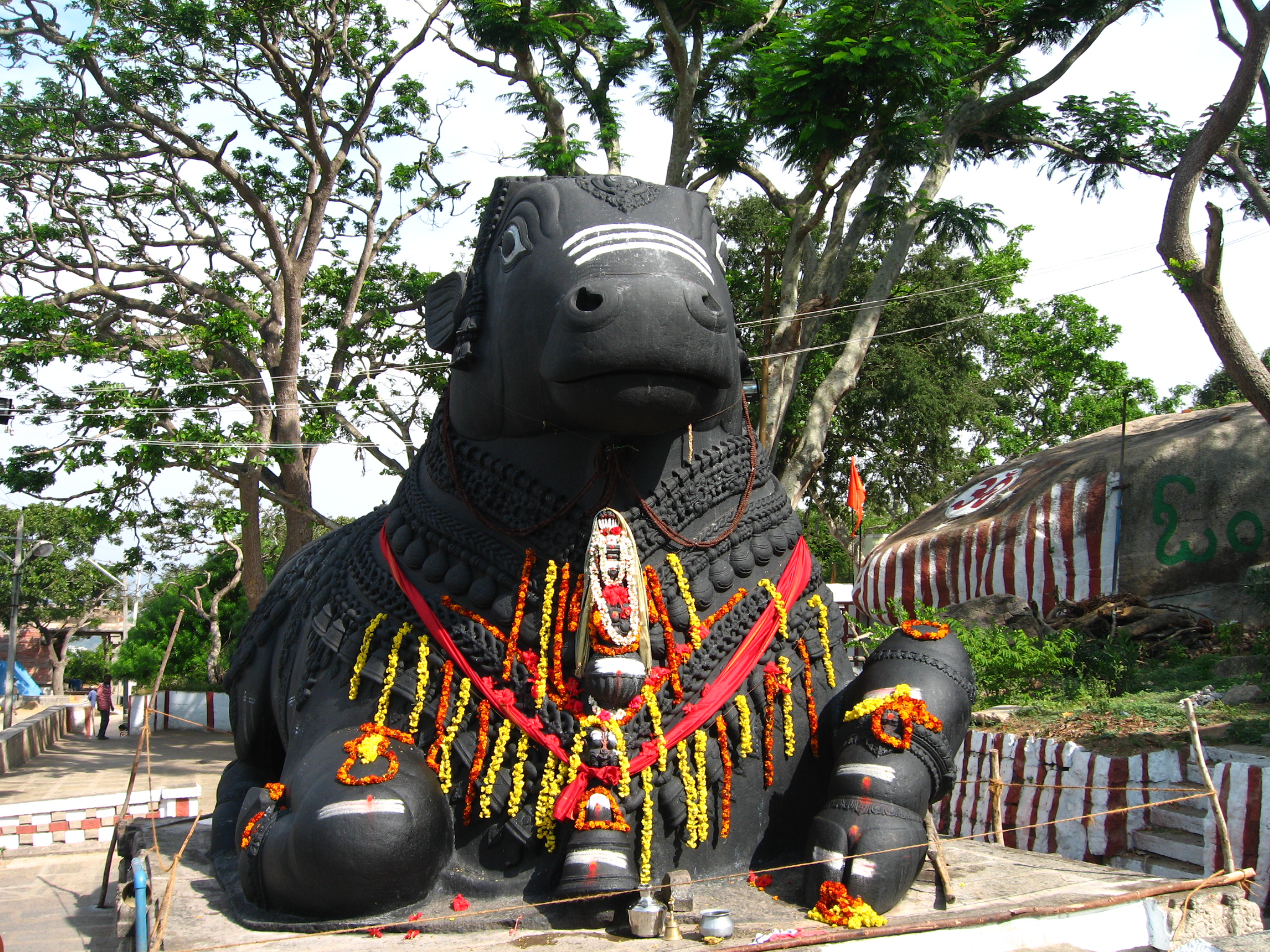
Nandi à Mysore
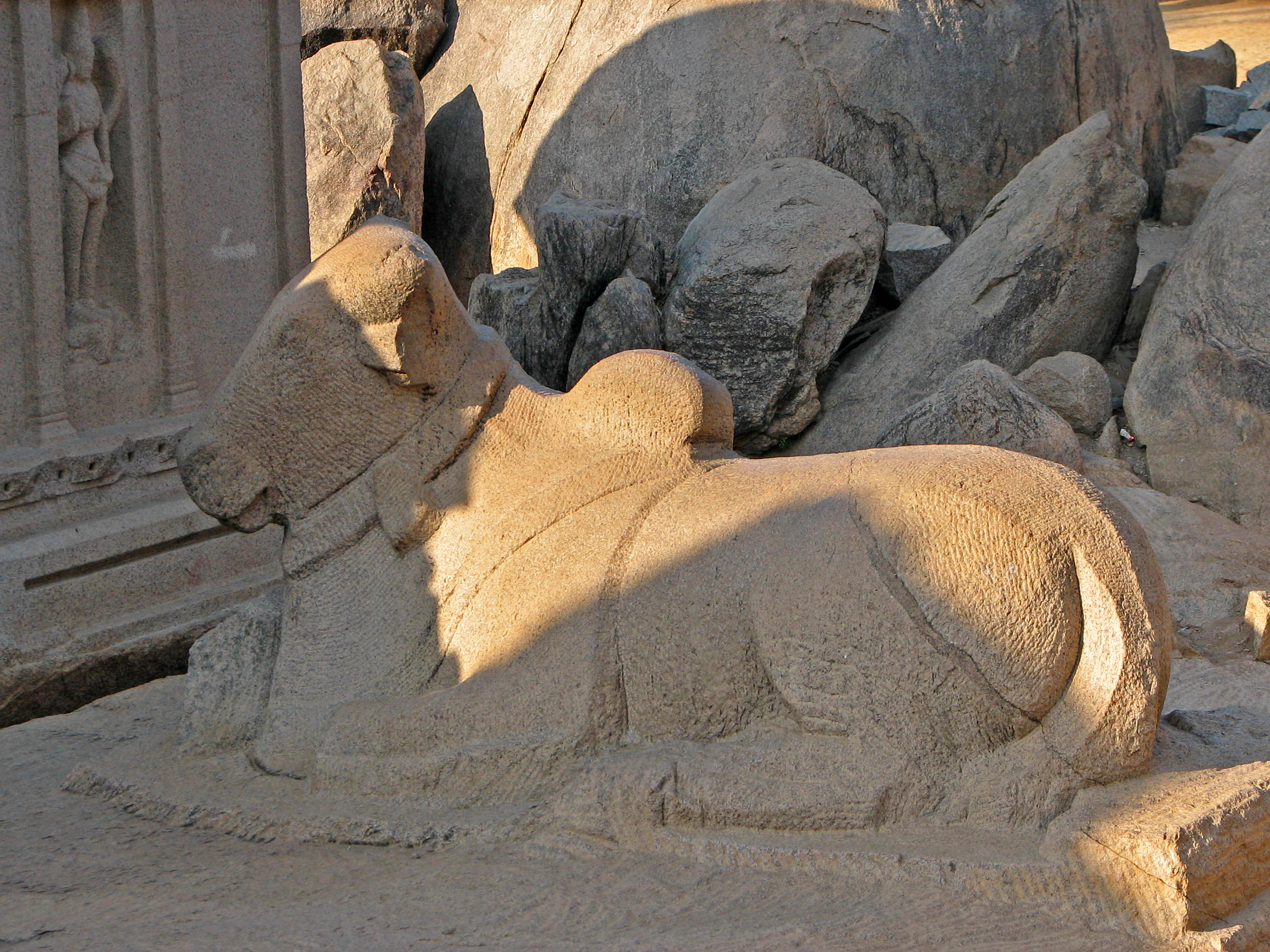
Nandi à Mahâballipuram
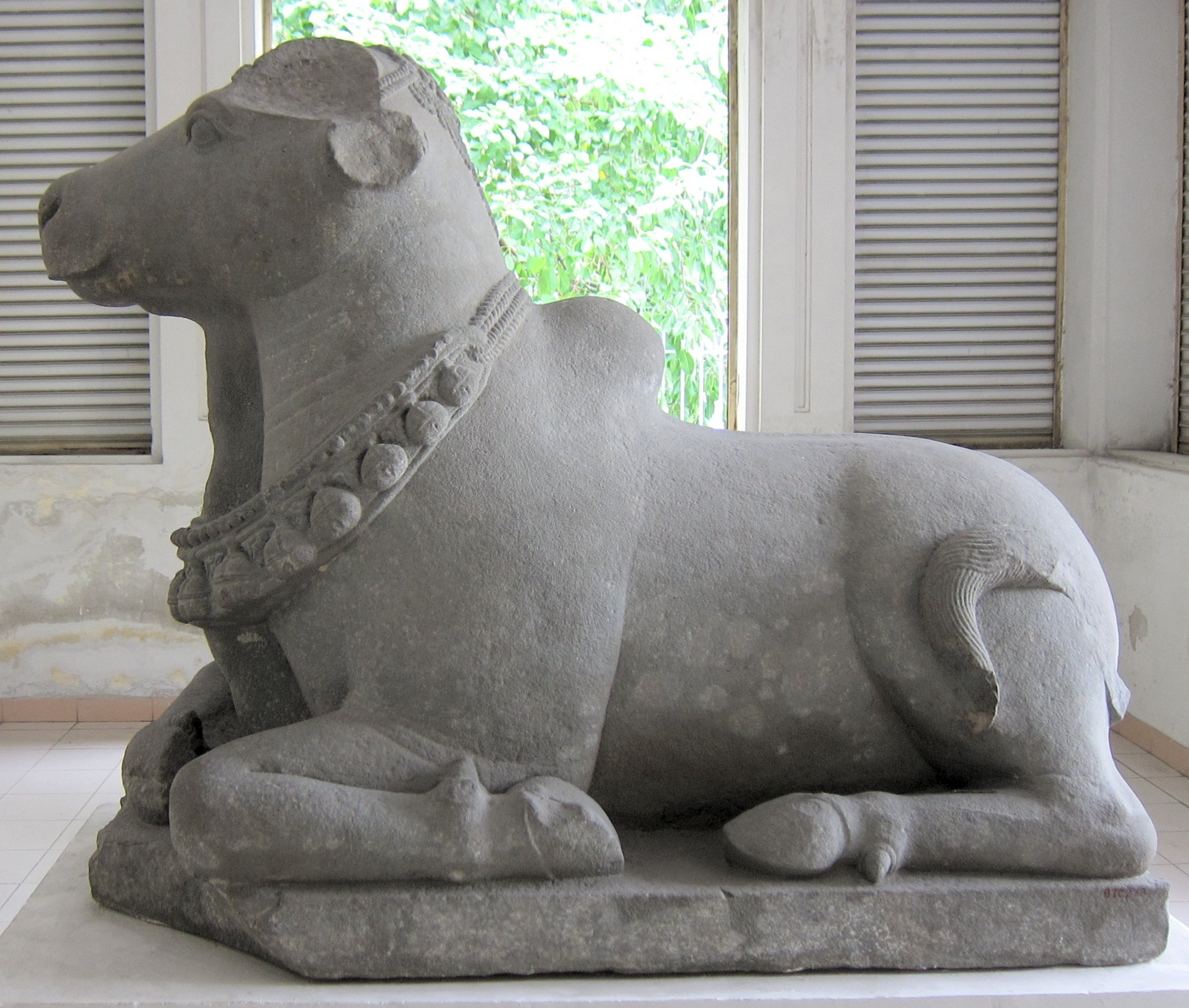
Nandi en grès (art du Champā, VIIe – VIIIe siècle) (Viêt Nam, Musée de la sculpture Cham de Da Nang).
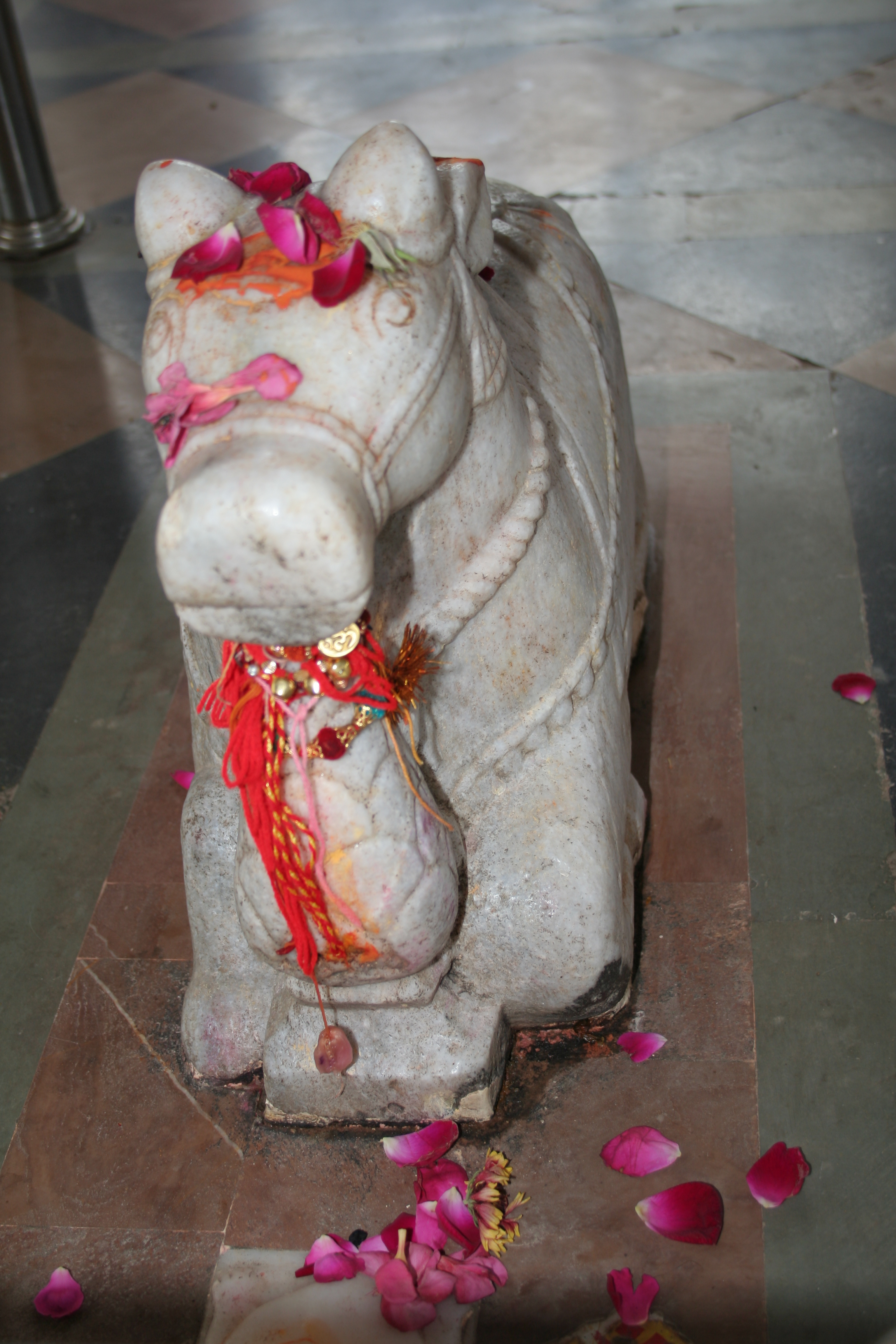
Nandi en marbre blanc, district d'Udaipur, Rajasthan

## Sources
- Louis Frédéric, Dictionnaire de la civilisation indienne, Robert Laffont, 1987, 1276 p. (ISBN 2-221-01258-5)

- Alain Daniélou, Mythes et dieux de l'Inde, Champs Flammarion, 1994
- Géraldine-Nalini Margnac, "Le taureau : duels et duos. Étude comparée de mythes et de rites d'Europe et d'Inde du Sud à travers les arts de Pablo Picasso à Nandi", Société de mythologie française, 2024-2025.
- N. Ramacandra Bhatt : La religion de Siva, 2000, Ed. Agama,  (ISBN 2911166094)